# Geastrum hariotii
Geastrum hariotii är en svampart som beskrevs av Lloyd 1907. Geastrum hariotii ingår i släktet jordstjärnor och familjen jordstjärnor.   Inga underarter finns listade i Catalogue of Life.